# Miguel Francisco Guerra

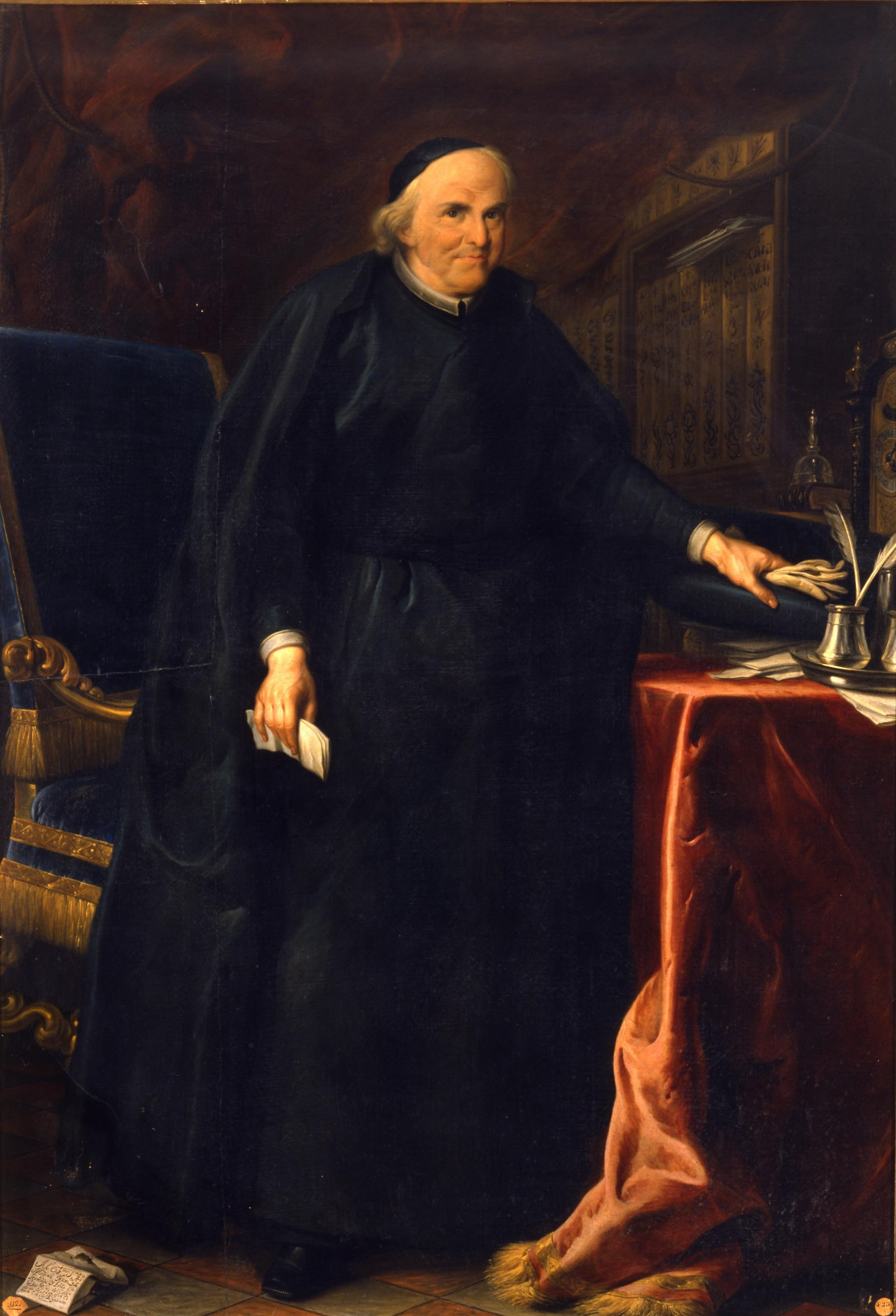
Anónimo, Retrato de D. Miguel Francisco Guerra Arteaga y Leiva, óleo sobre lienzo, 206 x 114 cm, Madrid, Real Academia de Bellas Artes de San Fernando. Inscripción en un papel al pie: «Al exmo. Sr. Dn. Miguel Franc.º Guerra Arteaga y Leiba g(uar)de. Dios M(uchos).a(ños). Del Cons(ej)o. de su Mag(esta)d en el de Estado i de su R(ea)l. Gabinete».

Miguel Francisco Guerra Arteaga y Leiva (Nápoles, 1657-Madrid, 14 de marzo de 1729), letrado y político español, fue gran canciller de Milán, gobernador del Consejo de Hacienda y consejero de Estado con Felipe V.

## Biografía
Hermano de Domingo Valentín Guerra, confesor de Isabel de Farnesio a partir de 1714 y más adelante también obispo de Segovia, Miguel Francisco se mantuvo célibe y, aunque no había recibido las órdenes sagradas, obtuvo beneficios eclesiásticos y vestía ropa talar como muestra su retrato conservado en la Real Academia de Bellas Artes de San Fernando. El duque de Saint-Simon, que lo conoció en 1721 ya anciano y con achaques, mencionaba en sus Memorias esa condición de semi-eclesiástico al tiempo que alababa su inteligencia, encontrando en él una de las mejores cabezas de España, «por no decir la mejor de todas las que he conocido; instruido, trabajador, buen conversador y bastante franco».
Gran canciller de Milán en 1702 y ministro del Consejo de Castilla por nombramiento fechado el 31 de diciembre de 1704, un año más tarde fue sustituido en el empleo por Lorenzo Armengual, al ser promovido a la Cámara de Castilla. Apartado de dicho puesto el 29 de noviembre de 1706, por haber permanecido en Madrid al ser ocupado por las tropas del archiduque Carlos, recuperó la confianza de Felipe V en 1712, pudiendo retornar el 14 de enero de ese año a la cámara y consejo de Castilla, de la que fue primer presidente del 16 de diciembre de 1714 al 9 de junio de 1715. En enero de 1722 fue nombrado consejero de Estado, si bien para entonces las funciones del Consejo estaban muy limitadas por el creciente papel de los secretarios de Despacho y el cargo de consejero tenía en la práctica un carácter meramente honorífico, y en 1724, al abdicar Felipe V en su hijo Luis I, formó parte de la junta que debía asesorar al joven monarca en su corto reinado, encargándose específicamente de los asuntos relacionados con Moscovia y el ducado de Parma.